# Maria Regina
Maria Regina è un titolo mariano con la quale viene chiamata e invocata dalla Chiesa cattolica Maria, venerata come la Madre di Dio.
Maria viene chiamata Regina in vario modo: Regina degli Angeli (in latino: Regina Angelorum), Regina dei Santi, Regina del Cielo, Regina della pace, Regina degli Apostoli, Regina dei Martiri, Regina dei confessori della fede.
L'enciclica Munificentissimus Deus afferma:
(Munificentissimus Deus)
Altri richiami biblici riguardano "la regina in ori di Ofir" che sta "alla destra" dell'interlocutore di re Davide, in Salmi 45:10.14-16, nonché la Sposa del Cantico dei cantici «che sale dal deserto, come una colonna di fumo dagli aromi di mirra e d'incenso» per essere incoronata,  di cui si parla in Cantico 3,6;4,8;6,9

## Maria Regina nella Bibbia
Maria è identificata come la donna che avrebbe schiacciato la testa del serpente nel passo biblico 3:15 e colei che vince il drago in Apocalisse 12: il suo nome non è fornito in modo esplicito, ma altrettanto chiaramente viene scritto che il drago «si avventò contro la donna che aveva partorito il figlio maschio» (v. 13) e che si infuriò contro la donna e se ne andò a far guerra contro il resto della sua discendenza, contro quelli che osservano i comandamenti di Dio e sono in possesso della testimonianza di Gesù» (v.17). Tale verso la ricollega alla stirpe predetta dal Signore in Genesi 1, alla quale il serpente avrebbe fatto guerra.
Il serpente e il drago appartengono al medesimo simbolismo, non distanti tra loro come raffigurazione. Inoltre, l'assenza del nome di Maria è coerente con la natura delle profezie bibliche che non forniscono nemmeno il nome di Gesù prima della sua Incarnazione; in particolare, è coerente con il Libro dell'Apocalisse che non fornisce mai nomi propri di persona, con l'eccezione dei Santi Arcangeli, negando la chiave della sua interpretazione storica fino al tempo dell'apertura dei sigilli-coppe-trombe e dei sette contrappassi di Sapienza 18.
La Bibbia attribuisce a Maria lo stesso potere che fu di san Michele Arcangelo nella lotta vittoriosa contro Satana e gli angeli traditori, svoltasi in Paradiso all'inizio della creazione.

Come Michele divenne re e capo militare dell'Esercito degli Angeli di Dio, anche Maria Vergine viene incoronata dagli stessi angeli come loro Regina, poiché Dio l'ha scelta per un compito ancora più importante di quello da loro svolto: vincere una seconda volta e definitivamente il demonio, precipitandolo nell'Abisso, il punto più profondo e meno luminoso del Mar Morto dal quale è asceso nel regno terrestre.
Tentazioni di Gesù
Al termine del racconto delle Tentazioni di Gesù, poiché Egli rifiutò le promesse di Satana, gli angeli tornarono a servirlo. Poiché Maria donò a Dio il suo corpo, per diventare Sua Madre, è plausibile che Dio avesse ricompensato la sua libera scelta di servirlo con il medesimo premio della disponibilità degli angeli a sua protezione e servizio.
Nel Magnificat, Maria afferma che Dio innalza gli umili e umilia i superbi. La fuga in Egitto, l'abbandono di ogni bene materiale e della stessa famiglia, il dono del proprio corpo allo Spirito Santo Dio e la rinuncia alla sessualità matrimoniale in nome della verginità perpetua sono un esempio di questo massimo sacrificio, corrisposto al massimo premio della fedeltà angelica.
Genealogia
Con l'eccezione di Sara, la sposa del figlio di Tobi, Maria è l'unica donna in tutta la Bibbia alla quale si manifesti un angelo. Ciò può essere letto come un particolare segno di venerazione degli angeli nei suoi confronti. L'angelo la chiama "colmata di grazia".
Maria è la vergine sposa di Giuseppe, discendente di re Davide, padre di Gesù Cristo, l'ultimo erede della Casa di Giuda che ebbe nell'INRI della Crocifissione e Resurrezione il suo evento storico più importante: Maria è regina di Israele, poiché è sposa di Giuseppe e madre dell'ultimo Re dei Giudei.
Secondo l'Antico Testamento, la Casa di Giuda fu l'unica alla quale Dio concesse il privilegio di essere serviti dai Suoi angeli durante le battaglie che condussero Israele alla liberazione dalla schiavitù d'Egitto fino alla Terra Promessa.
Maria appartenne a tale stirpe, la stessa di Genesi 3:15.

## Uso del titolo
Il V mistero glorioso del Santo Rosario ci presenta l'incoronazione di Maria come Regina del cielo e della terra.
Le Litanie Lauretane chiamano più volte Maria con il titolo di Regina. Più precisamente la proclamano come: Regina degli Angeli, Regina dei Patriarchi, Regina dei Profeti, Regina degli Apostoli, Regina dei Martiri, Regina dei veri cristiani, Regina dei confessori della fede, Regina delle Vergini, Regina di tutti i Santi, Regina concepita senza peccato originale, Regina assunta in cielo, Regina del santo Rosario, Regina della famiglia e Regina della pace.
Tre delle antifone mariane più conosciute dai cristiani invocano Maria con il titolo di Regina; esse sono la Salve Regina, il Regina Coeli e l'Ave Regina Coelorum.
Inoltre, Maria viene venerata col titolo di regina anche di singoli territori che sono stati a lei dedicati: ad esempio, in Terra santa il patriarcato di Gerusalemme dei Latini l'ha scelta come patrona con il titolo di "Maria, Regina di Terra Santa".
Questi titoli trovano spiegazione nel culto di iperdulia secondo il quale la Vergine Madre di Dio è fra tutte le sue creature, sia visibili sia invisibili, il primo intercessore e la prima mediatrice di ogni grazia a favore di qualsiasi altra creatura.
Gesù ha scelto Sua Madre come capo della Comunione dei santi, formata dagli Apostoli e martiri, dai Dottori della Chiesa e Confessori, così come dalla gerarchia degli angeli. Il primo titolo di Regina degli Angeli assorbe e ricomprende gli altri: "È rivestita da Dio di gloria e grazia, costituita Regina e dei cieli e della terra, e in suo potere sono state poste tutte le creature che stanno sotto Dio" (S. Thom. de Vill. Conc. de Ass.). Maria è quindi regina degli angeli non soltanto per i suoi meriti di salvezza acquisiti per tutto il genere umano con il servizio fedele a Dio, ininterrotto e privo di peccato nel corso della sua vita terrena, ma per un motivo ontologico: l'opera dello Spirito Santo sul suo corpo immacolato la rese parte dell'unione ipostatica dopo l'Incarnazione Verginale del Figlio di Dio nel suo grembo.
La Comunione dei Santi include anche i viventi, non in modo permanente ed eterno, in quanto creati liberi e a rischio del peccato e del tradimento di Dio. L'essere regina della Comunione dei Santi riguarda perciò un regno, il Regno di Dio, che è e vive sia in cielo sia in terra (Regina del cielo e della terra).
Nell'arte, l'origine religiosa di questi titoli è attestata dai dipinti del XV secolo sull'Incoronazione della Vergine, mentre nella liturgia erano invocati per la pratica esorcistica già nel Seicento, e molto prima ancora. Il nome di Maria era menzionato dopo la Trinità e prima della famiglia dei tre Santi Arcangeli.

## Memoria liturgica
L'istituzione di una festa dedicata alla regalità di Maria, già invocata dai congressi mariani di Lione (1900), Friburgo (1902) ed Einsiedeln (1906), fu ancor più caldeggiata dai fedeli dopo la creazione della festa di Cristo Re (1925) e nel 1933 Maria Desideri diede inizio a Roma al movimento Pro regalitate Mariae per raccogliere petizioni da tutto il mondo a favore di questa festa.
Con l'enciclica Ad Caeli Reginam (1954), scritta in occasione del centenario della definizione del dogma dell'Immacolata Concezione, papa Pio XII pose le basi per l'istituzione di questa festa offrendone le motivazioni storico-teologiche.
La festa della Regalità di Maria Santissima fu istituita da Pio XII nel 1955 e fissata al 31 maggio, alla fine del mese mariano. Per effetto della riforma liturgica invece, nel nuovo calendario del 1969 la memoria obbligatoria della Beata Vergine Maria Regina fu trasferita al 22 agosto, ottava dell'Assunzione, per sottolineare il legame della regalità di Maria con la sua glorificazione corporea ("Maria fu assunta nella celeste gloria e dal Signore esaltata come Regina dell'universo...").

## Nelle arti
L'incoronazione della Vergine è fatta corrispondere a due diversi momenti: il matrimonio di san Giuseppe, ultimo patriarca e discendente di re Davide, mediante il quale diventa regina del popolo eletto di Dio, incoronata come tale dai Suoi angeli già durante la vita terrena.
La corona è talvolta quella pontificia, come il titolo di Maria Regina degli Angeli e della Chiesa.

La seconda raffigurazione dell'Incoronazione è associata a quella "celeste", che segue all'Assunzione di Maria al cielo in anima e corpo, unica fra le creature umane a essere ammessa a tale privilegio.
Secondo una secolare tradizione, Gesù volle che Sua madre  si insediassero e intronizzassero alla destra del Suo trono regale. Secondo la Bibbia e il Credo niceno, esso è a sua volta alla destra del trono regale del Padre Dio. In tale modo, la corte dei santi viene a essere raffigurata completamente alla destra del Padre e del Figlio, preceduti da Maria Vergine e dal Suo santo sposo. Nelle funzioni religiose terrene, è prescritto un ordine di processione fra i chierici e poi i laici: esso ricorda, completa e segue, l'ordine celeste, ponendo il Santissimo Sacramento, un'icona o una sacra reliquia al primo posto all'inizio del corteo processionale, come a indicare simbolicamente che l'ordine divino precede quello umano e naturale, il Paradiso che precede la vita terrena per importanza. L'ordine divino ultraterreno, detto anche ordine del cielo o del Paradiso, è seguito dall'ordine umano o naturale della terra.
L'ordine di precedenza divino è il seguente. Padre, Figlio, Maria Vergine e il suo santo sposo, la corte dei santi. Talora anche la corte dei santi è ulteriormente suddivisa per categorie, indicate con le rispettive proprietà iconografiche. Tutti sono collocati alla destra di Dio Padre, in coerenza col racconto del Giudizio universale che pone i dannati alla sinistra di Dio. La precedenza della Sacra Famiglia corrisponde al privilegi di iperdulia e di protodulia loro accordati nel rito cattolico e dei primi cristiani. Le Teorie dei Santi sono raffigurate nell'arte bizantina del battistero di Padova ovvero nell'arte miniata del Codice Valois.